# Gmina Blerim
Gmina Blerim (alb. Komuna Blerim) – gmina położona w północno-zachodniej części kraju. Administracyjnie należy do okręgu Puka w obwodzie Szkodra. Jej powierzchnia wynosi 10251 ha. W 2012 roku populacja wynosiła 2406 mieszkańców. 
W skład gminy wchodzi trzy miejscowości: Flet, Xath, Kulumri, Truen, Blerim, Dardhe, Qebi.